# Mesterholdenes Europa Cup i håndbold 1972-73 (mænd)
Mesterholdenes Europa Cup i håndbold 1972–73 var den 13. udgave af Mesterholdenes Europa Cup i håndbold for mænd. Turneringen havde deltagelse af 25 klubhold, som var blevet nationale mestre sæsonen forinden, og den blev afviklet som en cupturnering, hvor opgørene til og med semifinalerne blev afgjort over to kampe (ude og hjemme), mens finalen blev afgjort i én kamp på neutral bane.
Turneringen blev vundet af MAI Moskva fra Sovjetunionen, som i finalen i Dortmund besejrede de forsvarende mestre, Partizan Bjelovar fra Jugoslavien, med 26-23. Det var første gang i turneringens historie, at et sovjetisk hold var i finalen.
Danmarks repræsentant i turneringen var IF Stadion fra København, som tabte i 1/8-finalen til SC Leipzig med 23-26 efter to kampe.

## Resultater

### 1/16-finaler
| Dato   | Dato   | Hjemmehold i 1. kamp | Udehold i 1. kamp      | Resultat | Resultat | Resultat |
| 1.kamp | 2.kamp | Hjemmehold i 1. kamp | Udehold i 1. kamp      | Samlet   | 1.kamp   | 2.kamp   |
| ------ | ------ | -------------------- | ---------------------- | -------- | -------- | -------- |
| 1.11.  | 11.11. | Oppsal IF            | WKS Slask Wroclaw      | 26–25    | 16-11    | 10-24    |
| ?      | ?      | SC Leipzig           | Stella Sports St. Maur | 38–24    | 24-13    | 14-11    |
| ?      | ?      | IF Stadion           | Fram Reykjavik         | 31–28    | 15-15    | 16-13    |
| 8.11.  | 12.11. | Elektromos Budapest  | Lokomotiv Sofia        | 29–40    | 13-12    | 16-28    |
| 4.11.  | 5.11.  | Helsingin IFK        | Kyndil                 | 47–28    | 25-14    | 22-14    |
| ?      | ?      | Frisch Auf Göppingen | CUS Verona             | 68–18    | 38-6     | 30-12    |
| ?      | 4.11.  | HB Dudelange         | Hapoel Ramat Gan       | 26–33    | 16-18    | 10-15    |
| 28.10. | 15.11. | HV Sittardia         | BM Granollers          | 35–27    | 17-12    | 18-15    |
| ?      | ?      | Banik Karvina        | Sporting Lisboa        | 40–36    | 24-11    | 16-15    |

### 1/8-finaler
| Dato   | Dato   | Hjemmehold i 1. kamp | Udehold i 1. kamp | Resultat | Resultat | Resultat |
| 1.kamp | 2.kamp | Hjemmehold i 1. kamp | Udehold i 1. kamp | Samlet   | 1.kamp   | 2.kamp   |
| ------ | ------ | -------------------- | ----------------- | -------- | -------- | -------- |
| ?      | 24.12. | MAI Moskva           | Avanti Lebbeke    | 50–26    | 28-12    | 22-14    |
| 20.12. | 26.12. | Steaua Bucuresti     | Oppsal IF         | 34–23    | 21-9     | 13-14    |
| 4.1.   | 7.1.   | SC Leipzig           | IF Stadion        | 26–23    | 15-12    | 11-11    |
| 1.1.   | 7.1.   | Helsingin IFK        | Lokomotiv Sofia   | 46–53    | 24-30    | 22-23    |
| 10.12. | ?      | Frisch Auf Göppingen | ATV Basel-Stadt   | ?–?      | 22-10    | ?-?      |
| ?      | ?      | Hapoel Ramat Gan     | Hellas SoIK       | ?–?      | ?-?      | ?-?      |
| ?      | ?      | HV Sittardia         | HC Salzburg       | 30–25    | 11-7     | 19-18    |
| ?      | 28.12. | Banik Karvina        | Partizan Bjelovar | 29–32    | 16-10    | 13-22    |

### Kvartfinaler
| Dato   | Dato   | Hjemmehold i 1. kamp | Udehold i 1. kamp | Resultat | Resultat | Resultat |
| 1.kamp | 2.kamp | Hjemmehold i 1. kamp | Udehold i 1. kamp | Samlet   | 1.kamp   | 2.kamp   |
| ------ | ------ | -------------------- | ----------------- | -------- | -------- | -------- |
| ?      | ?      | MAI Moskva           | Steaua Bucuresti  | 41–31    | 22-14    | 19-17    |
| 2.2.   | 22.2.  | Lokomotiv Sofia      | SC Leipzig        | 25–28    | 14-11    | 11-17    |
| ?      | ?      | Frisch Auf Göppingen | Hellas SoIK       | 32–34    | 19-13    | 13-21    |
| 10.2.  | ?      | Partizan Bjelovar    | HV Sittardia      | 33–27    | 21-14    | 12-13    |

### Semifinaler
| Dato   | Dato   | Hjemmehold i 1. kamp | Udehold i 1. kamp | Resultat | Resultat | Resultat |
| 1.kamp | 2.kamp | Hjemmehold i 1. kamp | Udehold i 1. kamp | Samlet   | 1.kamp   | 2.kamp   |
| ------ | ------ | -------------------- | ----------------- | -------- | -------- | -------- |
| ?      | ?      | SC Leipzig           | MAI Moskva        | 23–30    | 14-11    | 9-17     |
| ?      | ?      | Hellas SoIK          | Partizan Bjelovar | 33–36    | 20-13    | 13-23    |

### Finale
Finalen blev spillet i Dortmund, Vesttyskland.
| Dato | Vinder     | Finalist          | Res.  |
| ---- | ---------- | ----------------- | ----- |
| 7.4. | MAI Moskva | Partizan Bjelovar | 26–23 |